# Reeva Steenkamp
Reeva Rebecca Steenkamp (Ciudad del Cabo, 19 de agosto de 1983-Pretoria, 14 de febrero de 2013) fue una modelo sudafricana.
Steenkamp fue encontrada con varios disparos en la casa de su novio, Oscar Pistorius, el día de San Valentín. En el momento de su muerte, estaba inscrita como concursante de un programa de televisión de telerrealidad.

## Biografía
Steenkamp creció en un pequeño pueblo de Ciudad del Cabo hasta que se mudó con sus padres a Puerto Elizabeth. Allí comenzó a estudiar Derecho en la Universidad de Port Elizabeth. Terminó sus estudios y empezó a trabajar de asistente de abogado.
Como modelo, Steenkamp apareció en revistas como FHM. Al momento de su muerte había acordado participar en el programa de telerrealidad Tropika Island of Treasure.

## Asesinato y juicio
El 14 de febrero de 2013, Steenkamp fue asesinada a manos de su pareja, el atleta Oscar Pistorius. La fiscalía acusa a Pistorius de «homicidio planeado y premeditado» mientras su defensa argumenta que el atleta disparó pensando que era un intruso.
El juicio se llevó a cabo el 3 de marzo de 2014. El 12 de septiembre de 2014, se procedió a hacer pública la sentencia en la cual se considera inocente a Pistorius de homicidio premeditado y asesinato; pero se le reconoce culpable de homicidio imprudente.
Finalmente, el 21 de octubre de 2014, el atleta fue condenado a una pena firme de 5 años de prisión. Además, la juez condenó a Pistorius a una pena de tres años de cárcel suspendida por posesión de armas de fuego. El jueves 3 de diciembre de 2015, el Tribunal Superior de Apelación le condena por asesinato y volverá a prisión al menos 15 años. A pesar de esto, el 6 de julio de 2016, se volvió a hacer un juicio, en el cual se le condenó a 6 años de cárcel.
El 24 de noviembre de 2017, el tribunal de justicia sudafricano anuló la pena de 6 años que recaía sobre Pistorius para posteriormente anunciar que la pena de cárcel aumentaba a 13 años, al considerar que resultaba irrelevante a quien había asesinado Pistorius, ya que al disparar a través de la puerta cerrada del baño las intenciones eran de asesinar al ocupante.
La madre de Reeva Steenkamp ha perdonado a Pistorius durante el juicio por su asesinato y ha fundado la Fundación Reeva Steenkamp para ayudar a prevenir casos similares en el futuro.
Steenkamp fue incinerada.